# Union (Nuevo Hampshire)
Union es un lugar designado por el censo ubicado en el condado de Carroll en el estado estadounidense de Nuevo Hampshire. En el Censo de 2010 tenía una población de 204 habitantes y una densidad poblacional de 248,47 personas por km².

## Geografía
Union se encuentra ubicado en las coordenadas 43°29′29″N 71°1′24″O / 43.49139, -71.02333. Según la Oficina del Censo de los Estados Unidos, Union tiene una superficie total de 0.82 km², de la cual 0.82 km² corresponden a tierra firme y (0%) 0 km² es agua.

## Demografía
Según el censo de 2010, había 204 personas residiendo en Union. La densidad de población era de 248,47 hab./km². De los 204 habitantes, Union estaba compuesto por el 98.53% blancos, el 0% eran afroamericanos, el 0.49% eran amerindios, el 0% eran asiáticos, el 0% eran isleños del Pacífico, el 0.98% eran de otras razas y el 0% pertenecían a dos o más razas. Del total de la población el 0.98% eran hispanos o latinos de cualquier raza.